# Purificación Mayobre
Purificación Mayobre Rodríguez (La Coruña, 5 de enero de 1952) es una filósofa, profesora e investigadora feminista española.

## Trayectoria
Estudió filosofía en la Universidad de Santiago de Compostela donde se doctoró en 1982 con la tesis titulada A Cultura filosófica en Santiago de Compostela no século XIX (o debate de ideoloxías). Es profesora de la Universidad de Vigo, en los Departamentos de Sociología, Ciencias Políticas y de la Administración y Filosofía.

## Reconocimientos
En 2014, recibió el premio Uviguala, junto a Beatriz Suárez Briones, en reconocimiento a "su compromiso con la lucha por la igualdad entre hombres y mujeres". Forma parte del Comité de Sabias de la Cátedra Feminismos 4.0 de la Universidad de Vigo.

## Obra
- 1982 – A Cultura filosófica en Santiago de Compostela no século XIX (o debate de ideoloxías). Universidad de Santiago de Compostela. Tesis doctoral.[3]
- 1985 – Debates ideolóxicos na Compostela do XIX. Ediciós do Castro. ISBN 978-84-7492-261-5.
- 1994 – O krausismo en Galicia e Portugal. Ediciós do Castro. ISBN 9788474927252.
- 1997 – Xénero e política. Comportamiento electoral e participación social da muller (1979-1993). Con María Elena de Jesús Rodríguez. Tórculo Ediciones. ISBN 84-89641-09-9.
- 1997 – A cuestión de xénero e a marxinación. Servicios sociais e recursos específicos para a muller. Con María Elena de Jesús Rodríguez. Tórculo Ediciones. ISBN 84-89641-25-0.
- 1998 – Entre a igualdade e a diferencia. Con Cristina Caruncho Michinel. Tórculo Ediciones. ISBN 978-84-8408-054-1.
- 1998 – Novos dereitos: igualdade, diversidade e disidencia. Con Cristina Caruncho Michinel. Tórculo Ediciones. ISBN 978-84-8408-012-1.
- 2004 – Luce Irigaray. Baía Edicións La Coruña. ISBN 978-84-96128-55-2.